# Chilabothrus fordii
Chilabothrus fordii — вид змій родини удавових (Boidae). Мешкає у Домініканській Республіці і Гаїті. Вид названий на честь південноафриканського ілюстратора Джорджа Генрі Форда.

## Підвиди
Виділяють три підвиди:
- Chilabothrus fordii fordii (Günther, 1861);
- Chilabothrus fordii agametus Sheplan & Schwartz, 1974;
- Chilabothrus fordii manototus Schwartz, 1979.

## Поширення і екологія
Chilabothrus fordii мешкають на острові Гаїті та на сусідніх острівцях Кабрі, Гонав, Каталіна і Саона. Вони живуть в сухих і мезофільних тропічних лісах, на полях і в садах. Ведуть нічний спосіб життя, живляться ящірками і гризунами. Яйцеживородні.

## Збереження
МСОП класифікує стан збереження цього виду як близький до загрозливого. Chilabothrus fordii загрожує знищення природного середовища та хижацтво з боку інтродукованих мангустів.